# Oszlár
Oszlár is een plaats (község) en gemeente in het Hongaarse comitaat Borsod-Abaúj-Zemplén. Oszlár telt 449 inwoners (2001).